# Afrodacarellus msituni
Afrodacarellus msituni är en spindeldjursart som beskrevs av Hurlbutt 1974. Afrodacarellus msituni ingår i släktet Afrodacarellus och familjen Rhodacaridae. Inga underarter finns listade i Catalogue of Life.